# Neopucroliella extraordinaria
Neopucroliella extraordinaria is een hooiwagen uit de familie Gonyleptidae.